# Clube Atlético Desportivo Jacarezinho
O Clube Atlético Desportivo Jacarezinho (CADJ) é um time de futebol de Jacarezinho, no estado do Paraná. Manda seus jogos no Estádio Pedro Vilela e suas cores são o vermelho e o branco. Sua alcunha é "furacão do norte".

## História
O clube foi fundado em 14 de janeiro de 2008 e estreou no Campeonato Paranaense de Futebol no mesmo ano da sua fundação, disputando a Terceira Divisão. Em 2009, voltou a disputar a terceira divisão do paranaense, num campeonato de apenas seis clubes. Sem garantir, novamente, o acesso para a segunda divisão, o clube licenciou-se das competições profissionais. 